# عسامه شطیبه
عسامه شطیبه (عربی: أسامة اشطيبة؛ زاده ۲۷ سپتامبر ۱۹۸۸) یک بازیکن فوتبال اهل لیبی است.
وی همچنین در تیم ملی فوتبال لیبی بازی کرده است.